# جرافة

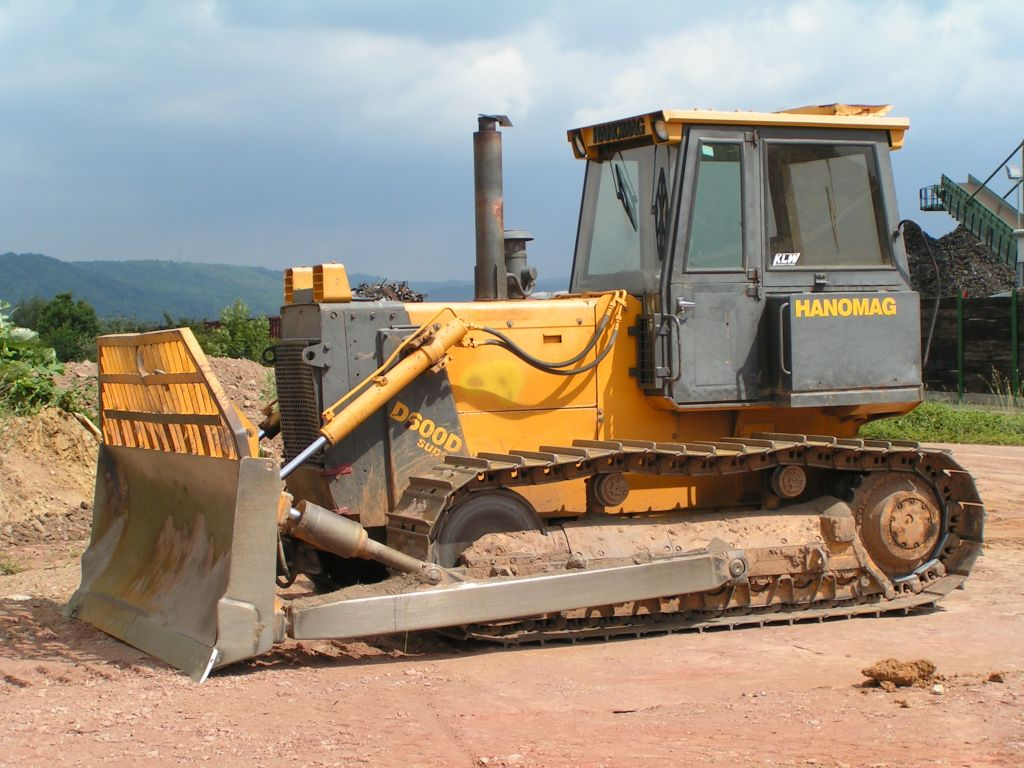
جرافة مجنزرة.

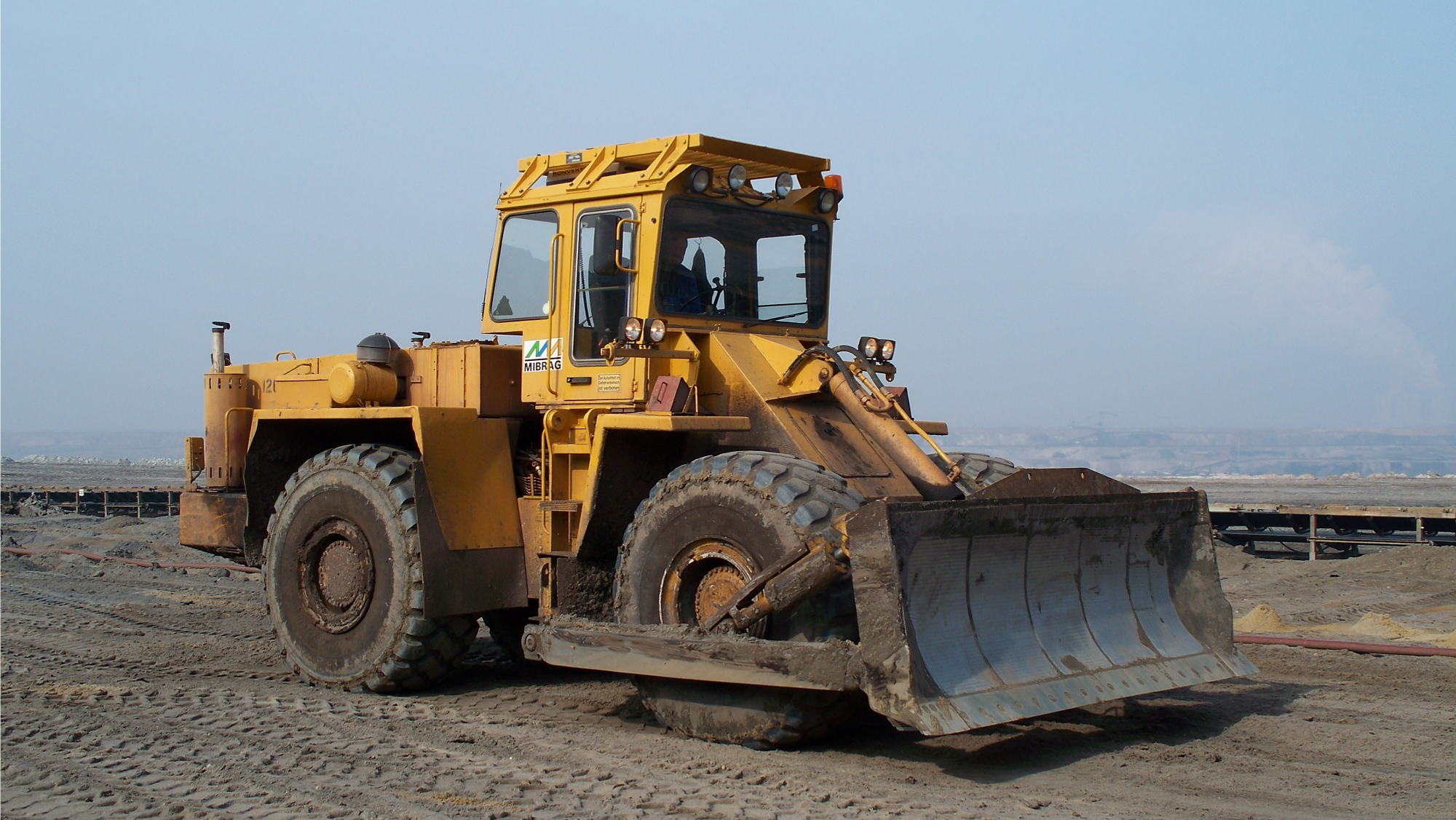
جرافة.

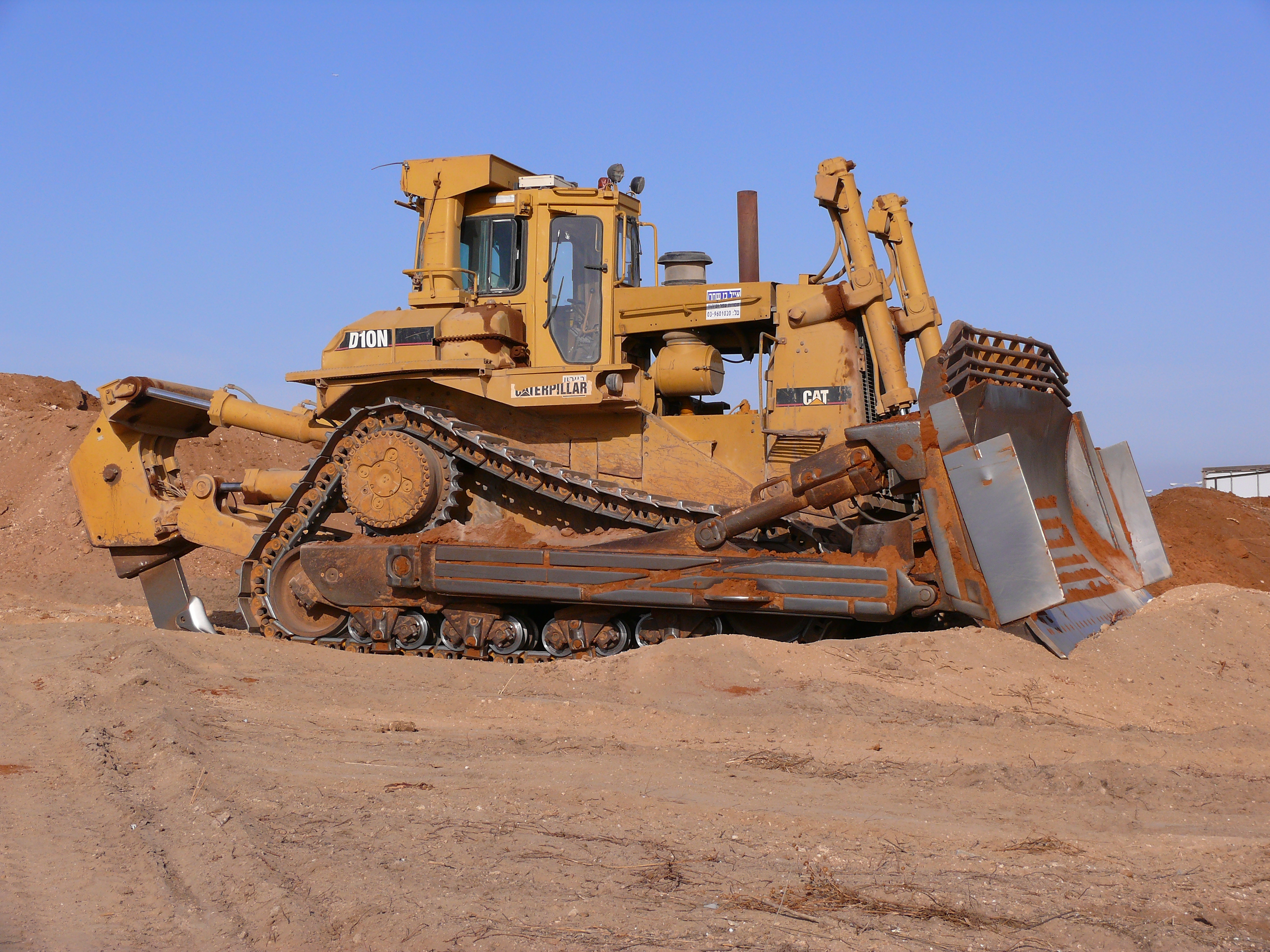
جرافة مزودة بخطاف واحد.

الجرّافة (الجمع: جَرَّافَات) أو الجرَّاف أو الدكاكة أو الرهاصة (بالعامية: بُلدوزر من Bulldozer) هي آلة مزودة بسلسلة معدنية للسير ومجهزة بلوح معدني كبير (يعرف باسم الشفرة) يستخدم لدفع كميات كبيرة من التربة، والرمل، والحصى، وما إلى ذلك، خلال أعمال البناء وعادة ما تكون الجرافة مزودة من الخلف بأداة تشبه المخلب لخلخلة المواد الكثيفة والمضغوطة.